# تمثيل كهربي ميكانيكي
التمثيل الكهربي الميكانيكي هو تمثيل الأنظمة الميكانيكية على شكل دوائر كهربية. ابتُكِر في البداية التمثيل الكهربي الميكانيكي ليساعد على تفسير حدوث ظواهر شبيهة بالظواهر الكهربية في الأجزاء الميكانيكية. حيث قدم جيمس كليرك ماكسويل تمثيلًا من هذا النوع في القرن 19، ومع تطور علم الدوائر الكهربية؛ وُجِدَ أن بعض المسائل الميكانيكية يمكن حلها بسهولة من خلال التمثيل الكهربي، وكانت التطورات النظرية في المجال الكهربائي مفيدة خصوصًا في تمثيل الشبكات الكهربية (رسم الدوائر الكهربية) باستخدام نموذج العناصر المجمع والقدرة على تحليل الدوائر الكهربية، مما ساعد على سهولة حل المسائل الكهربية، وتحويل المسائل الميكانيكية إلى مسائل كهربية.
هذا الأسلوب مفيد خصوصًا في تصميم المرشحات الميكانيكية؛ لأنها تستخدم أجهزة ميكانيكية لتنفيذ وظيفة كهربية؛ بيد أن هذا الأسلوب يمكن استخدامه لحل المسائل الميكانيكية البحتة، ويمكن أيضًا استخدامها في مجالات الطاقة وغيرها. ويعتبر التحليل بالتمثيل الكهربي أداة تصميم أساسية خاصة عند تحليل أكثر من مجال طاقة في نفس الوقت؛ حيث يمتلك هذا الأسلوب ميزة رئيسة وهي أنه يمكن تمثيل النظام بأكمله بنفس الوحدة ونفس الطريقة. يَستخدَم التمثيلَ الكهربي خصوصًا مصممي محولات الطاقة بحكم طبيعة المحولات أنها تتعامل مع مجالات طاقة مختلفة، وفي أنظمة التحكم حيث تقوم المستشعرات والمشغلات بالتحويل بين مجالات الطاقة المختلفة.
طُوِّرَ التمثيل الكهربي الميكانيكي بإيجاد علاقات بين المتغيرات في المجال الميكانيكي التي لها صيغة رياضية متطابقة مع المتغيرات في المجال الكهربي، لذلك يوجد عدة تمثيلات ممكنة وليس تمثيل واحد فقط، لكن هناك تمثيلان هما الأكثر شيوعًا: تمثيل المعاوقة، وتمثيل القبولية. يجري في تمثيل المعاوقة تمثيل القوة الميكانيكية بالجهد الكهربي، بينما تمثيل القبولية يمثل القوة بالتيار الكهربي، بالطبع لا يكفي تمثيل متغير واحد بل يجب تمثيل باقي المتغيرات، الاختيار الشائع هو اختيار متغيرات القدرة المترافقة، والتي يكون ناتج حاصل ضربها بوحدة القدرة، فمثلًا في تمثيل المعاوقة؛ يجري تمثيل القوة والسرعة بالجهد والتيار، وكلاهما يعطي حاصل ضربهما القدرة (سواء كانت كهربية أوميكانيكية).
تختلف التمثيلات المستخدمة في الأنظمة الميكانيكية ذات الحركة الدورانية مثل المحركات الكهربائية، فيُمثَّل عزم الدوران بالجهد الكهربي بدلًا من القوة، كما تختلف التمثيلات في أنظمة الميكانيكا الصوتية وميكانيكا الموائع، مثل تمثيل الضغط بالجهد الكهربي.

## التطبيقات
يستخدم التمثيل الكهربي الميكانيكي لتمثيل وظيفة نظام ميكانيكي بنظام كهربي مماثل برسم المتغيرات المتماثلة بينهما. النظام الميكانيكي في حد ذاته يمكن تمثيله بالمتغيرات الميكانيكية، ولكن يُفضَّل بالطبع التمثيل الكهربي الميكانيكي خاصةً في الأنظمة الكهروميكانيكية؛ حيث الأجزاء الميكانيكية والكهربائية مُدمَجة في نظام واحد، كما أن هذا التمثيل مفيد في دراسة وتحليل المرشحات الميكانيكية. حيث أنها مصممة لتنفيذ وظيفة كهربية من خلال محولات الطاقة. إن التطور الحادث في مجال نظريات الدوائر الكهربية يمكن استخدامه في التصميم الميكانيكي.من خلال التمثيل الكهربي الميكانيكي.
كما أن التمثيل الكهربي الميكانيكي مفيد عمومًا في مجال محولات الطاقة بين مختلف مجالات الطاقة. يستخدم أيضًا في تمثيل الأجزاء الميكانيكية في الأنظمة الصوتية مثل المخزن المغناطيسي والفونوغراف، حيث كان هذا الأمر له بعض الأهمية في بداية ظهور الفونغراف حيث ينتقل الصوت من المخزن المغناطيسي إلى البوق من خلال مكونات ميكانيكية مختلفة بدون مضخمات كهربية، كانت الفونغرافات الأوائل تعاني بشدة من الرنين غير المرغوب في الأجزاء الميكانيكية، وقد وُجِدَ أن هذا الخلل يمكن القضاء عليه من خلال معالجة الأجزاء الميكانيكية مثل مرشح الترددات المنخفضة.
يمكن استخدام التمثيل الكهربي للأنظمة الميكانيكية كوسيلة تعليمية مساعدة، للمساعدة في فهم سلوك الأنظمة الميكانيكية، بينما كان العكس هو المستخدم في أوائل القرن 20، حيث كانت التمثيلات الميكانيكية مفهومة أكثر من الظواهر الكهربية.

## تكوين التمثيل

رسم لنظام ميكانيكي يمثل دائرة رنين بسيطة في الأعلى، وأحد التمثيلات الكهربية الممكنة لها بالأسفل

توصف الأنظمة الكهربية بمخططات رسم الدوائر الكهربية، هذه المخططات لا تحاول تمثيل المكونات الكهربائية بأبعادها الحقيقية أو بمكانها الفعلي بالنسبة إلى بعضها البعض، وذلك لأن المكونات الكهربية تُمثَّل بعناصر مثالية، تُعامل هذه العناصر معاملة أنها تحتل نقطة واحدة في الدائرة، أما المكونات غير المثالية فتُمثَّل بأكثر من عنصر مثالي، فعلى سبيل المثال؛ يُمثَّل الملف على أنه يحتوي على محث ومقاومة، فنقوم بتمثيل الملف بمقاومة مرسومة على التوالي مع محث. لذلك فإن أول خطوة في تكوين التمثيل الميكانيكي هي وصفه بمخطط شبيه بمخططات رسم الدوائر الكهربية، بتمثيل النظام الميكانيكي على شكل عناصر مثالية.
في مخططات رسم الدوائر الكهربية التي تقتصر على الأنظمة الخطية؛ هناك ثلاثة مكونات إلكترونية سلبية هي: المقاومة، والحث (الملف)، والسعة (المكثف)، واثنين من العناصر النشطة: مصدر الجهد الكهربي، مصدر التيار الكهربي. لبناء مخططات الرسم الميكانيكية نستخدم هذه العناصر كنظائر للمكونات الميكانيكية، فيجري إيجاد علاقات بين المتغيرات في المجال الميكانيكي التي لها صيغة رياضية متطابقة مع المتغيرات في المجال الكهربي، لذلك يوجد عدة اختيارات ممكنة، الاختيار الشائع هو اختيار متغيرات القدرة المترافقة (الموضح أدناه) واختيار المتغيرات الهاملتونية المشتق من الأول.

### اختيار متغيرات القدرة المترافقة
متغيرات القدرة المترافقة هي زوج من المتغيرات يكون حاصل ضربها يساوي القدرة، في المجال الكهربائي متغيرات القدرة المترافقة هي دائمًا الجهد (v) والتيار (i)، ولذلك تُمثَّل بمتغيرات القدرة المترافقة في المجال الميكانيكي، فمثلا الاختيار المعتاد في نظم الميكانيكا الانتقالية هو القوة (F) والسرعة (u)؛ ولكنه ليس الاختيار الوحيد، كما تختلف زوج المتغيرات حسب اختلاف النظام الميكانيكي كنظم الميكانيكا الدورانية أو الميكانيكا الصوتية.
هناك طريقتان لاختيار متغيرات القدرة المترافقة، فعلى سبيل المثال يمكن تمثيل القوة F بالجهد v والسرعة u بالتيار i، ويمكن أيضًا استخدام التمثيل البديل وهو تمثيل السرعة u بالحهد v والقوة F بالتيار i، وهذان هما طريقتا التمثيل: تمثيل المعاوقة، وتمثيل القبولية. فيمكن تمثيل نفس النظام الميكانيكي بدائرتين كهربائيتين مختلفتين، بحيث نجد أن كلا الدائرتين الكهربائيتين بينهما ازدواج، حيث تكون كلا منهما تعتبر الدائرة الثنائية أو المُزدَوجة بالنسبة للدائرة الأخرى.

### اختيار المتغيرات الهاملتونية
المتغيرات الهاملتونية وتُسمى أحيانًا متغيرات الطاقة هي المتغيرات التي تأتي عند الاشتقاق بالنسبة للزمن لمتغيرات القدرة المترافقة، سُميت المتغيرات الهاملتونية بهذا الاسم لأنها عادةً ما تظهر في الميكانيكا الهاملتونية، فمثلًا المتغيرات الهاملتونية في المجال الكهربائي هي الشحنة الكهربية (q) وتدفق الفيض المغناطيسي (λ)، لأنهما تعبران عن المشتقة الزمنية لمتغيرات القدرة المترافقة في المجال الكهربائي، حيث:
{\displaystyle {\frac {d\lambda }{dt}}=v} (قانون فاراداي)
 {\displaystyle {\frac {dq}{dt}}=i}
كما أن المتغيرات الهاملتونية في مجال الميكانيكا الانتقالية هي الإزاحة (x) كمية التحرك (p) لأنهما تعبران عن المشتقة الزمنية لمتغيرات القدرة المترافقة في مجال الميكانيكا الانتقالية، حيث:
{\displaystyle {\frac {dp}{dt}}=F} (قانون نيوتن الثاني للحركة)
{\displaystyle {\frac {dx}{dt}}=u}
وكذلك في المجالات الميكانيكية الأخرى، تُسمى المتغيرات الهاملتونية أيضا بمتغيرات الطاقة؛ لأنه عند حساب تكامل أحد متغيرات القدرة المترافقة بالنسبة للمتغير الهاملتوني يكون الناتج قيمة الطاقة. فعلى سبيل المثال:
{\displaystyle \int Fdx} و{\displaystyle \int udp}

## أنواع التمثيلات
هناك طريقتان للتمثيل هما الأكثر استخدامًا: تمثيل المعاوقة (ويُسمى أيضًا تمثيل ماكسويل) والذي يحافظ على التناظر بين المجال الميكانيكي والكهربي؛ ولكنه لا يحافظ على الطبولوجيا أو البنية المادية بين الدائرتين، وتمثيل القبولية (ويُسمى أيضًا تمثيل فايرستون) والذي يحافظ على الطبولوجيا على حساب فقدان التناظر بين مجالات الطاقة المختلفة، وهناك طريقة تمثيل ثالثة وهي «تمثيل عبر وخلال» (ويُسمى أيضًا تمثيل ترينت). فتمثيل عبر وخلال يكون شبيهًا بتمثيل المعاوقة عند التحويل بين المجالين الكهربي والميكانيكي، ويكون شبيهًا بتمثيل القبولية عند التحويل بين المجال الكهربي ومجال الميكانيكا الصوتية خاصة "ميكانيكا الموائع"، حيث تكون العلاقة بين المجال الكهربي ومجال الميكانيكا الصوتية في «تمثيل عبر وخلال» بينهما علاقة ازدواج.
تختلف المتغيرات الأساسية حسب النظام الميكانيكي: انتقالي أو دوراني، فعلى سبيل المثال المسافة الخطية هي متغير الإزاحة في الميكانيكا الانتقالية، ولكن في المكيانيكا الدورانية تُستبدل الإزاحة بالزاوية، وكذلك الحال في الميكانيكا الصوتية وميكانيكا الموائع، حيث تُعامل معاملة نظام طاقة مختلف له متغيراته الأساسية الخاصة به ذات الطابع الميكانيكي، ويستخدم التمثيل بين الأنظمة الثلاثة: الكهربية والميكانيكية والميكانيكا الصوتية لتمثيل أنظمة الصوت الكهروميكانيكية.

### تمثيل المعاوقة
في تمثيل المعاوقة أو تمثيل ماكسويل؛ يُصنَّف متغيرا القدرة المترافقة إلى متغير جهد ومتغير تدفق، حيث أن متغير الجهد في مجال طاقة معين هو المتغير المماثل للقوة في المجال الميكانيكي، ومتغير التدفق هو المتغير المماثل للسرعة في المجال الميكانيكي، حيث تُختار المتغيرات المماثلة للقوة والسرعة في مجال الطاقة المقابل.
أما في المجال الكهربائي؛ فإن متغير الجهد هو الجهد الكهربي، ومتغير التدفق هو التيار الكهربائي، والنسبة بين الجهد والتيار هي المقاومة الكهربائية (قانون أوم). وكذلك النسبة بين متغير الجهد ومتغير التدفق في أي مجال طاقة يمكن وصفها بأنها مقاومة، أما إذا كان هناك اختلاف في الطور بين الجهد والتيار تُسمى النسبة بينهما بالمعاوقة الكهربائية، فيمكن وصف المعاوقة بأنها الحالة العامة للمقاومة، حيث يرتبط مفهوم المقاومة بتبديد الطاقة؛ بينما يرتبط مفهوم المعاوقة بتخزين الطاقة وتبديدها أيضًا، إذَا فإن النسبة بين متغير الجهد ومتغير التدفق في أي مجال طاقة يمكن وصفها بأنها معاوقة (ولكنها تُقاس بوحدات مختلفة)، ومن هنا جاءت تسمية تمثيل المعاوقة.

#### تمثيل المعاوقة - الميكانيكا الانتقالية
| النوع                           | النوع        | المتغير الميكانيكي | نظيره الكهربي         |
| ------------------------------- | ------------ | ------------------ | --------------------- |
| اختيار متغيرات القدرة المترافقة | متغير الجهد  | القوة              | الجهد                 |
| اختيار متغيرات القدرة المترافقة | متغير التدفق | السرعة             | التيار                |
| اختيار المتغيرات الهاملتونية    | متغير الجهد  | كمية التحرك        | تدفق الفيض المغناطيسي |
| اختيار المتغيرات الهاملتونية    | متغير التدفق | الإزاحة            | الشحنة                |

يصف تمثيل «المعاوقة - الميكانيكا الانتقالية» النظم الميكانيكية التي تتحرك في بعد خطي واحد، مما يثير مفهوم المعاوقة الميكانيكية؛ ووحدتها نيوتن.ثانية/متر أو كجم/ثانية.
| الخاصية الميكانيكية  | نظيرها الكهربي    |
| -------------------- | ----------------- |
| التخميد              | المقاومة          |
| الكتلة               | الحث              |
| المطاوعة             | السعة             |
| المعاوقة الميكانيكية | المعاوقة الكهربية |

#### تمثيل المعاوقة - الميكانيكا الدورانية
| النوع                           | النوع        | المتغير الميكانيكي  | نظيره الكهربي         |
| ------------------------------- | ------------ | ------------------- | --------------------- |
| اختيار متغيرات القدرة المترافقة | متغير الجهد  | عزم الدوران         | الجهد                 |
| اختيار متغيرات القدرة المترافقة | متغير التدفق | السرعة الزاويّة      | التيار                |
| اختيار المتغيرات الهاملتونية    | متغير الجهد  | كمية الحركة الزاويّة | تدفق الفيض المغناطيسي |
| اختيار المتغيرات الهاملتونية    | متغير التدفق | الزاوية             | الشحنة                |

يصف تمثيل «المعاوقة - الميكانيكا الدورانية» النظم الميكانيكية التي تتحرك في حركة دورانية، مما يثير مفهوم المعاوقة الدورانية؛ ووحدتها نيوتن.متر.ثانية/راديان.
| الخاصية الميكانيكية  | نظيره الكهربي     |
| -------------------- | ----------------- |
| مقاومة الدوران       | المقاومة          |
| عزم القصور الذاتي    | الحث              |
| قبولية الدوران       | السعة             |
| المعاوقة الميكانيكية | المعاوقة الكهربية |

#### تمثيل المعاوقة - الميكانيكا الصوتية
| النوع                           | النوع        | المتغير في الميكانيكا الصوتية | نظيره الكهربي         |
| ------------------------------- | ------------ | ----------------------------- | --------------------- |
| اختيار متغيرات القدرة المترافقة | متغير الجهد  | ضغط                           | الجهد                 |
| اختيار متغيرات القدرة المترافقة | متغير التدفق | معدل التدفق الحجمي            | التيار                |
| اختيار المتغيرات الهاملتونية    | متغير الجهد  | كمية التحرك الضغطي            | تدفق الفيض المغناطيسي |
| اختيار المتغيرات الهاملتونية    | متغير التدفق | الحجم                         | الشحنة                |

والمعاوقة الصوتية وحدتها نيوتن.ثانية/متر5.
| الخاصية في الميكانيكا الصوتية | نظيرها الكهربي    |
| ----------------------------- | ----------------- |
| المقاومة الصوتية              | المقاومة          |
| الكتلة الصوتية                | الحث              |
| القبولية الصوتية              | السعة             |
| المعاوقة الصوتية              | المعاوقة الكهربية |

### تمثيل القبولية
يعتبر تمثيل القبولية أو تمثيل فايرستون المقلوب الكهربائي لتمثيل المعاوقة، حيث يُمثَّل متغير الجهد في المجال الميكانيكي بالتيار الكهربائي (متغير التدفق في المجال الكهربائي)، ويُمثل متغير التدفق في المجال الميكانيكي بالجهد الكهربائي (متغير الجهد في المجال الكهربائي)، لذلك فإن الدائرة الكهربائية الناتجة عن تمثيل القبولية تعتبر مقلوب الدائرة الناتجة عن تمثيل المعاوقة.
يوصف تمثيل القبولية بالقبولية الكهربية مثلما يوصف تمثيل المعاوقة بالمعاوقة الكهربية، حيث أن القبولية هي المقلوب الجبري للمعاوقة، ومن هنا جاءت تسمية تمثيل القبولية.

#### تمثيل القبولية - الميكانيكا الانتقالية
| النوع                           | النوع        | المتغير الميكانيكي | نظيره الكهربي         |
| ------------------------------- | ------------ | ------------------ | --------------------- |
| اختيار متغيرات القدرة المترافقة | متغير الجهد  | القوة              | التيار                |
| اختيار متغيرات القدرة المترافقة | متغير التدفق | السرعة             | الجهد                 |
| اختيار المتغيرات الهاملتونية    | متغير الجهد  | كمية التحرك        | الشحنة                |
| اختيار المتغيرات الهاملتونية    | متغير التدفق | الإزاحة            | تدفق الفيض المغناطيسي |

| الخاصية الميكانيكية | نظيرها الكهربي    |
| ------------------- | ----------------- |
| الاستجابة           | المقاومة          |
| الكتلة              | السعة             |
| المطاوعة            | الحث              |
| القبولية            | المعاوقة الكهربية |

#### تمثيل القبولية - الميكانيكا الدورانية
| النوع                           | النوع        | المتغير الميكانيكي  | نظيره الكهربي         |
| ------------------------------- | ------------ | ------------------- | --------------------- |
| اختيار متغيرات القدرة المترافقة | متغير الجهد  | عزم الدوران         | التيار                |
| اختيار متغيرات القدرة المترافقة | متغير التدفق | السرعة الزاويّة      | الجهد                 |
| اختيار المتغيرات الهاملتونية    | متغير الجهد  | كمية التحرك الزاويّة | الشحنة                |
| اختيار المتغيرات الهاملتونية    | متغير التدفق | الزاوية             | تدفق الفيض المغناطيسي |

| الخاصية الميكانيكية | نظيرها الكهربي    |
| ------------------- | ----------------- |
| الاستجابة الدورانية | المقاومة          |
| عزم القصور الذاتي   | السعة             |
| المطاوعة الدورانية  | الحث              |
| القبولية الدورانية  | المعاوقة الكهربية |

#### تمثيل القبولية - الميكانيكا الصوتية
| النوع                           | النوع        | المتغير في الميكانيكا الصوتية | نظيره الكهربي         |
| ------------------------------- | ------------ | ----------------------------- | --------------------- |
| اختيار متغيرات القدرة المترافقة | متغير الجهد  | الضغط                         | التيار                |
| اختيار متغيرات القدرة المترافقة | متغير التدفق | معدل تدفق الحجم               | الجهد                 |
| اختيار المتغيرات الهاملتونية    | متغير الجهد  | كمية التحرك الضغطي            | الشحنة                |
| اختيار المتغيرات الهاملتونية    | متغير التدفق | الحجم                         | تدفق الفيض المغناطيسي |

| الخاصية في الميكانيكا الصوتية | نظيرها الكهربي    |
| ----------------------------- | ----------------- |
| التوصيلية الصوتية             | المقاومة          |
| الكتلة الصوتية                | السعة             |
| المطاوعة الصوتية              | الحث              |
| القبولية الصوتية              | المعاوقة الكهربية |

### تمثيل عبر وخلال
يُصنف «تمثيل عبر وخلال» أو «تمثيل ترينت» متغيري القدرة المترافقة إلى «متغير عبر» و«متغير خلال»، يظهر «متغير عبر» عبر طرفي العنصر، ويقاس بدلالة طرفي العنصر، أما «متغير خلال» يمر أو يتحرك خلال العنصر، ولديه نفس القيمة عند طرفي العنصر، فمثلا في المجال الكهربائي متغير عبر هو الجهد، ومتغير خلال هو التيار، وفي المجال الميكانيكي السرعة هي متغير عبر، والقوة هي متغير خلال، لذلك فإنه متغيرات المجال الميكانيكي (القوة والسرعة) تُمثَّل كما في تمثيل القبولية.

#### تمثيل عبر وخلال - الميكانيكا الانتقالية
| النوع                           | النوع      | المتغير الميكانيكي | نظيره الكهربي         |
| ------------------------------- | ---------- | ------------------ | --------------------- |
| اختيار متغيرات القدرة المترافقة | متغير عبر  | السرعة             | الجهد                 |
| اختيار متغيرات القدرة المترافقة | متغير خلال | القوة              | التيار                |
| اختيار المتغيرات الهاملتونية    | متغير عبر  | الإزاحة            | تدفق الفيض المغناطيسي |
| اختيار المتغيرات الهاملتونية    | متغير خلال | كمية التحرك        | الشحنة                |

#### تمثيل عبر وخلال - الميكانيكا الدورانية
| النوع                           | النوع      | المتغير الميكانيكي    | نظيره الكهربي         |
| ------------------------------- | ---------- | --------------------- | --------------------- |
| اختيار متغيرات القدرة المترافقة | متغير عبر  | السرعة الزاويّة        | الجهد                 |
| اختيار متغيرات القدرة المترافقة | متغير خلال | عزم الدوران           | التيار                |
| اختيار المتغيرات الهاملتونية    | متغير عبر  | الزاوية               | تدفق الفيض المغناطيسي |
| اختيار المتغيرات الهاملتونية    | متغير خلال | كمية التحرك الدورانية | الشحنة                |

#### تمثيل عبر وخلال - الميكانيكا الصوتية
| النوع                           | النوع      | المتغير في الميكانيكا الصوتية | نظيره الكهربي         |
| ------------------------------- | ---------- | ----------------------------- | --------------------- |
| اختيار متغيرات القدرة المترافقة | متغير عبر  | الضغط                         | الجهد                 |
| اختيار متغيرات القدرة المترافقة | متغير خلال | معدل تدفق الحجم               | التيار                |
| اختيار المتغيرات الهاملتونية    | متغير عبر  | كمية التحرك الضغطي            | تدفق الفيض المغناطيسي |
| اختيار المتغيرات الهاملتونية    | متغير خلال | الحجم                         | الشحنة                |

الضغط هو متغير عبر؛ بسبب أن الضغط يُقاس بالنسبة إلى طرفي العنصر، وفهو ليس قيمة مطلقة للضغط، ولذلك لا يُمثَّل بالقوة لأنها متغير خلال؛ على الرغم من أن الضغط هو القوة مقسومة على المساحة، لذلك يتشابه تمثيل عبر وخلال مع تمثيل القبولية عند التمثيل بين المجال الكهربي والمجال الميكانيكي؛ بينما يتشابه مع تمثيل المعاوقة عند التمثيل بين المجال الكهربي والميكانيكا الصوتية.

### مجالات الطاقة الأخرى
ويمكن أن يمتد التمثيل الكهربي لمجالات الطاقة الأخرى، كما أن هذا الأمر مطلوب كما في مجال المستشعرات والمشغلات، وفي مجال هندسة التحكم عمومًا، حيث أن أجهزة الاستشعار تقيس المتغيرات في أي مجال طاقة، لذلك التمثيل بين مجالات الطاقة المختلفة مطلوب، الجدول التالي يلخص متغيرات القدرة المترافقة الأكثر شيوعا لتكوين التمثيلات المختلفة.
| مجال الطاقة      | متغير الجهد                       | متغير التدفق                         |
| ---------------- | --------------------------------- | ------------------------------------ |
| الكهربي          | الجهد                             | التيار                               |
| الميكانيكي       | القوة                             | السرعة                               |
| ميكانيكا الموائع | الضغط                             | معدل تدفق الحجم                      |
| الحراري          | فرق درجات الحرارة                 | معدل تدفق الإنتروبيا                 |
| المغناطيسي       | القوة المحركة المغناطيسية (ق.م.م) | التغير في معدل تدفق الفيض المغناطيسي |
| الكميائي         | الجهد الكيميائي                   | معدل تدفق المولات                    |

ربما يكون الأكثر شيوعًا في المجال الحراري هو اختيار درجة الحرارة والقدرة الحرارية باعتبارهما المتغيرين الأساسيين، لأنهما يمكن قياسهما بسهولة على عكس الإنتروبيا، ولكنهما ليسا من منغيرات القدرة المترافقة، لذلك عند التمثيل الكهربي لعدة مجالات طاقة مختلفة مع بعضها البعض؛ فإن تمثيل المجال الحراري لا يمثل تدفق الطاقة تمثيًلا صحيحًا.
وبالمثل في المجال المغناطيسي، الشائع اختيار القوة المحركة المغناطيسية (ق.م.م) والفيض المغناطيسي باعتبارهما المتغيرين الأساسيين، ولكن هذا التمثيل لا يمثل تمثيلًا صحيحًا تدفق الطاقة، كما أنهما ليسا من منغيرات القدرة المترافقة، يُسمى هذا النموذج أحيانًا «نموذج الممانعة - المقاومة»، أما التمثيل المستخدم في الجدول أعلاه - والذي يستخدم متغيري القدرة المترافقة - يُسمى أحيانًا «نموذج المكثف - الملف».

## محولات الطاقة
محول الطاقة هو جهاز يدخل إليه كمية من مجال طاقة معين ليحولها إلى مجال طاقة آخر، لمحولات الطاقة استخدامات عديدة وأنواع كثيرة، ففي مجال الأنظمة الكهروميكانيكية تتكون من المستشعرات والمشغلات، وفي مجال الإلكترونيات الصوتية تُستخدم لتحويل الطاقة الكهربية إلى صوتية، تعتبر المحولات حلقة الوصل بين المجالات الكهربية والميكانيكية، لذلك نحتاج التمثيل الكهربي الميكانيكي لتطوير المحولات.
محولات الطاقة لها منفذين (على الأقل)، منفذ خاص بالمجال الميكانيكي، وآخر خاص بالمجال الكهربي، لذلك يُمثَّل على شكل شبكة كهربية ذات منفذين (two-port)، وهذا على عكس ما طُرِح أعلاه؛ حيث كانت جميع العناصر تتكون من منفذ واحد، يمكن تمثيل الشبكة الكهربية ذات منفذين بمصفوفة 2×2 (أو ما يكافؤها) تتكون من اثنين من مصادر التابعة (سواء كانت مصادر الجهد أو التيار) واثنين من المعاوقات (أو المسامحات).

## التاريخ
يرجع الفضل إلى جيمس كليرك ماكسويل في تطوير نظرية التمثيلات الكهربية الميكانيكية، حيث كان أول قام بربط القوة الميكانيكية بالجهد الكهربي عام 1873، فلذلك يرجع له الفضل في تأسيس تمثيل المعاوقة،
 وهو أول التمثيلات الكهربية الميكانيكية. وبالرغم من أن مصطلح المعاوقة لم يُصَغ إلا في سنة 1886، أي بعد وفاة ماكسويل؛ حيث صاغه أوليفر هيفسايد، ثم صاغَ مصطلحَ المعاوقة المركَّبة آرثرُ كينيلي في عام 1893، ثم صاغَ مفهوم المعاوقة الميكانيكية في عام 1920 كينيلي وآرثر غوردون ويبستر.
لم يكن غرض ماكسويل تمثيل الأنظمة الميكانيكية بالأنظمة الكهربائية، ولكن كان هدفه فهم وشرح الظواهر الكهربية بطريقة أقرب للعقل بتشبيهها بالأنظمة الميكانيكية، وبعد أن أصبحت الظواهر الكهربية مفهومة أفضل؛ حدث العكس، فأصبحت التمثيلات الكهربية تستخدم لوصف الأنظمة الميكانيكية، وأصبح ذلك الأكثر شيوعًا، ثم وُجِد أن تمثيل الكهربي الميكانيكي يمكنه حل العديد من المشاكل في المجال الميكانيكي ومجالات الطاقة الأخرى، وفي عام 1900 أصبحت التمثيلات الكهربية الميكانيكية مألوفة. وفي عام 1920 تقريبًا أصبح التمثيل الكهربي أداة تحليل أساسية، وقام فانيفار بوش بتطوير نموذج الحاسوب التماثلي وعرضت هذه الطريقة في ورقة بحثية لكليفورد نيكل عام 1925.
في عام 1933، قام فلويد فايرستون باقتراح تمثيل جديد وهو تمثيل القبولية، والذي قام فيه بتمثيل القوة الميكانيكية بالتيار الكهربي بدلا من الجهد الكهربي، كما قد فايرستون مفهوم «متغيرات عبر وخلال» في نفس الوقة البحثية، وعرض فكرة توسيع التمثيل ليشمل مجالات الطاقة الأخرى، وفي عام 1955، قدم هوراس ترينت ما يُعرف بـ «تمثيل عبر وخلال».

## هوامش
1. 1 2  Busch-Vishniac 1999، صفحة 17
2. ↑  Darlington 1984، صفحة 7
3. ↑  Care 2010، صفحة 74-77
4. ↑  Chan 1997، صفحة 2-3
5. ↑  Busch-Vishniac 1999، صفحة 17-18
6. 1 2 3 4 5 6 7  Busch-Vishniac 1999، صفحة 18-21
7. 1 2  Busch-Vishniac 1999، صفحة 18-19
8. 1 2 3  Busch-Vishniac 1999، صفحة 19
9. 1 2  Eargle 2003، صفحة 5
10. ↑  Busch-Vishniac 1999، صفحة 21
11. ↑  Busch-Vishniac 1999، صفحة 18-20
12. ↑  Kleiner 2013، صفحة 67-68
13. 1 2  Busch-Vishniac 1999، صفحة 18
14. ↑  Borutzsky, pp. 22-23
15. ↑  de Silva 2006، صفحة 132
16. ↑  Kleiner 2013، صفحة 15
17. ↑  Eargle 2003، صفحة 4
18. 1 2  Beranek & Mellow 2012، صفحة 194
19. ↑  Kleiner 2013، صفحة 84
20. 1 2  Kleiner 2013، صفحة 85-90
21. ↑  Eargle 2003، صفحة 4-5
22. ↑  Kleiner 2013، صفحة 70
23. ↑  Busch-Vishniac 1999، صفحة 18-19,21
24. 1 2  Busch-Vishniac 1999، صفحة 19,21
25. ↑  Lurie & Enright 2011، صفحة 233
26. 1 2  Busch-Vishniac 1999، صفحة 19-20
27. ↑  Jackson 2004، صفحة 17
28. ↑  Regtien 2012، صفحة 20
29. ↑  de Silva 2006، صفحة 132-133
30. 1 2  Regtien 2012، صفحة 21
31. ↑  Borutzsky, p. 27
32. ↑  Hamill، صفحة 97
33. ↑  Busch-Vishniac 1999، صفحة 11-12
34. ↑  Janschek 2011، صفحة 94
35. ↑  Lenk & Ballas & Roland 2010، صفحة 207-208
36. ↑  Bishop 2005، صفحة 8.4
37. ↑  Busch-Vishniac 1999، صفحة 20
38. 1 2  Smith 2002، صفحة 1648
39. ↑  Martinsen & Grimnes 2011، صفحة 287
40. ↑  Hunt 1954، صفحة 66
41. ↑  Care 2010، صفحة 76
42. ↑  Bishop 2005، صفحة 8.2
43. ↑  Bishop 2005، صفحة 8.8